# Bahnhof Wuppertal-Oberbarmen
Der Bahnhof Wuppertal-Oberbarmen ist ein Personenbahnhof im Wuppertaler Bezirk Oberbarmen, in dem die Bahnstrecke Wuppertal-Oberbarmen–Opladen von der Hauptstrecke Wuppertal–Dortmund abzweigt.

## Geschichte

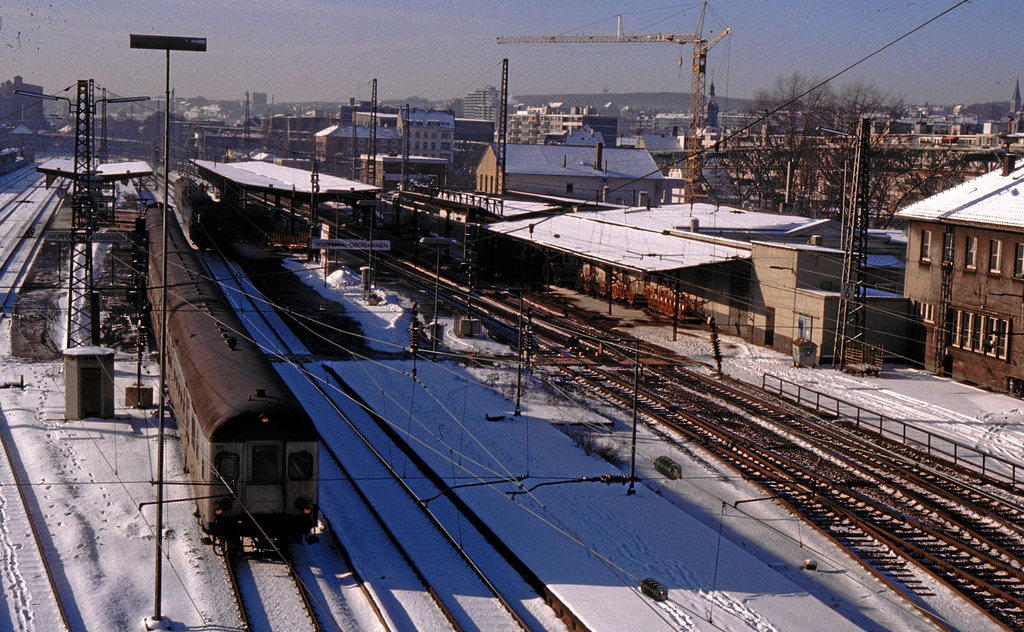
Bild vom Januar 1982

Der Bahnhof wurde am 9. Oktober 1847 durch die Bergisch-Märkische Eisenbahn-Gesellschaft unter dem Namen Barmen-Rittershausen eröffnet. 1930 erfolgte die Umbenennung in Wuppertal-Oberbarmen.
Bis 1910 befand sich zwischen den Gleisanlagen und der Straße Rosenau ein Bahnbetriebswerk, das nach Wuppertal-Langerfeld verlegt wurde. Im Zweiten Weltkrieg wurden der Bahnhof und das Empfangsgebäude stark beschädigt. Nach einem Teilabriss durch die Deutsche Bundesbahn nach dem Zweiten Weltkrieg erfolgte in den 1980er Jahren im Rahmen der Eröffnung der S8 die Umgestaltung des Bahnhofes. Heute gibt es hier einen quaderförmigen Zweckbau mit einem Kiosk und einem DB-ServiceStore.
In der Blüte seiner Jahre gab es hier neben der durchgehenden Bahnstrecke Elberfeld–Dortmund ein Gleisdreieck zur Bahnstrecke nach Opladen bzw. Solingen sowie die Bahnstrecke Wuppertal-Oberbarmen–Wuppertal-Wichlinghausen als Verbindungsstrecke zur Bahnstrecke Düsseldorf-Derendorf–Dortmund Süd und zur Bahnstrecke Wuppertal-Wichlinghausen–Hattingen.
Lange Zeit war Wuppertal-Oberbarmen auch ein wichtiger Güterbahnhof. Die meisten Gütergleise wurden allerdings 2006 entfernt, auf dem Gelände wurde ein Baumarkt gebaut.

## Heutige Situation
Alle Züge des Schienenpersonenfernverkehrs fahren nur durch. Es halten allerdings sämtliche durchs Tal gehende Nahverkehrszüge. Der Wupper-Express, der Rhein-Münsterland-Express sowie der Maas-Wupper-Express bedienen den Bahnhof im Stundentakt. Die Rhein-Wupper-Bahn bedient den Bahnhof im Halbstundentakt. Die Linien S 7, S 8 und S 9 erreichen den Bahnhof über die Ortsgleise und verbinden ihn mit Hagen, der Landeshauptstadt Düsseldorf, Mönchengladbach, Remscheid, Solingen, Essen, Recklinghausen und dem Wuppertaler Hauptbahnhof. Die S 7 und S 8 fahren ihn im 20-Minuten-Takt an, die S 9 im Stundentakt.
Der Bahnhof ist in der Preisklasse 3 kategorisiert.
Wuppertal-Oberbarmen ist auch ein wichtiger Verknüpfungspunkt zwischen dem Schienen- und dem Stadtverkehr. Die Schwebebahn hat hier ihren östlichen Endpunkt, außerdem gibt es einen Busbahnhof, der von vielen Linien der Wuppertaler Stadtwerke und der Verkehrsgesellschaft Ennepe-Ruhr angefahren wird.
Die Linien S 8 und S 9 werden von DB Regio betrieben. Die übrigen Linien werden von anderen Eisenbahnverkehrsunternehmen gefahren: Der Maas-Wupper-Express wird seit dem Fahrplanwechsel im Dezember 2009 von der Eurobahn für 16 Jahre betrieben, der Rhein-Münsterland-Express, der Wupper-Express sowie die Rhein-Wupper-Bahn von National Express und die Linie S 7 von der RheinRuhrBahn.

## Bahnsteige
Heute gibt es drei Bahnsteige mit insgesamt sechs Gleisen. An den Gleisen 2 und 3 halten die Nahverkehrszüge, sie werden auch für Durchfahrten der Fernzüge genutzt. An den Gleisen 5 und 6 halten die Linien S 8 und S 7. Diese Gleise sind auch die einzigen mit barrierefreiem Zugang. Die anderen Bahnsteige können von Rollstuhlfahrern nicht ohne Hilfe erreicht werden.

## Stellwerk
Der Bahnhof Wuppertal-Oberbarmen wird vom Stellwerk Of (Wuppertal-Oberbarmen, Fahrdienstleiter) vom Typ Sp Dr S 60 gesteuert. Das Stellwerk Sf (Schwelm Bf, Fahrdienstleiter) vom Typ Sp Dr S 600 in Schwelm, das wiederum die Bahnhöfe Schwelm und Gevelsberg West steuert, wird von hier aus ferngesteuert.

## Umsteigemöglichkeiten
- die unten angegebenen Taktzeiten beziehen sich auf die Hauptverkehrszeiten von montags bis freitags
- die Angaben beziehen sich auf die Haltestelle Wuppertal Oberbarmen Bahnhof, das Umsteigen in die Buslinien 602, 636 und 646 ist ebenfalls an der Haltestelle Wuppertal Oberbarmen Bahnhof/Rauental möglich, die unten angegebenen Taktzeiten gelten auch hier
- zu den genaueren Linienbänden der Busse und NachtExpresse siehe auch: WSW mobil

### Züge
| Linie | Linienverlauf | Takt                                                                                     | Betreiber             | Gleis |
| ----- | --- | ---------------------------------------------------------------------------------------- | --------------------- | ----- |
| RE 4  | Wupper-Express: Aachen Hbf – Aachen Schanz – Aachen West – Herzogenrath – Kohlscheid (einzelne Züge) – Übach-Palenberg – Geilenkirchen – Lindern – Hückelhoven-Baal – Erkelenz – Rheydt Hbf – Mönchengladbach Hbf – Neuss Hbf – Düsseldorf-Bilk – Düsseldorf Hbf – Wuppertal-Vohwinkel – Wuppertal Hbf – Wuppertal-Barmen – Wuppertal-Oberbarmen – Schwelm – Ennepetal (Gevelsberg) – Hagen Hbf – Wetter (Ruhr) – Witten Hbf – Dortmund Hbf Stand: Fahrplanwechsel Dezember 2023 | 60 min                                                                                   | National Express      | 2/3   |
| RE 7  | Rhein-Münsterland-Express: Rheine – Emsdetten – Greven – Münster Hbf – Münster-Hiltrup – Drensteinfurt – Hamm (Westf) Hbf – Bönen – Unna – Holzwickede – Schwerte – Hagen Hbf – Ennepetal (Gevelsberg) – Schwelm – Wuppertal-Oberbarmen – Wuppertal Hbf – Solingen Hbf – Opladen – Köln Messe/Deutz – Köln Hbf – Dormagen – Neuss Hbf – Meerbusch-Osterath – Krefeld-Oppum – Krefeld Hbf Stand: Fahrplanwechsel Dezember 2023 | 60 min                                                                                   | National Express      | 2/3   |
| RE 13 | Maas-Wupper-Express: Venlo – Kaldenkirchen – Breyell – Boisheim – Dülken – Viersen – Mönchengladbach Hbf – Neuss Hbf – Düsseldorf-Bilk – Düsseldorf Hbf – Wuppertal-Vohwinkel – Wuppertal Hbf – Wuppertal-Barmen – Wuppertal-Oberbarmen – Schwelm – Ennepetal (Gevelsberg) – Hagen Hbf – Schwerte (Ruhr) – Holzwickede – Unna – Bönen – Hamm (Westf) Hbf Stand: Fahrplanwechsel Dezember 2023 | 60 min                                                                                   | eurobahn              | 2/3   |
| RB 48 | Rhein-Wupper-Bahn: Wuppertal-Oberbarmen – Wuppertal-Barmen – Wuppertal Hbf – Wuppertal-Vohwinkel – Haan-Gruiten – Haan – Solingen Hbf – Leichlingen – Opladen – Leverkusen-Manfort – Köln-Mülheim – Köln Messe/Deutz – Köln Hbf – Köln West – Köln Süd – Hürth-Kalscheuren – Brühl – Sechtem – Roisdorf – Bonn Hbf – Bonn UN Campus – Bonn-Bad Godesberg – Bonn-Mehlem Stand: Fahrplanwechsel Dezember 2021 | 30 min (W-Oberbarmen–Köln) 30 (HVZ)/60 min (Köln–Bonn Hbf) 60 min (Bonn Hbf–Bonn-Mehlem) | National Express Rail |       |
| S 7   | Der Müngstener: Wuppertal Hbf – W-Unterbarmen – W-Barmen – W-Oberbarmen – W-Ronsdorf – RS-Lüttringhausen – RS-Lennep – Remscheid Hbf – RS-Güldenwerth – SG-Schaberg – Solingen Mitte – SG-Grünewald – Solingen Hbf Stand: Fahrplanwechsel Dezember 2023 | 20 min (wochentags) 30 min (Wochenenden/Feiertage)                                       | RheinRuhrBahn         | 5/6   |
| S 8   | Hagen Hbf – HA-Wehringhausen – HA-Heubing – HA-Westerbauer – Gevelsberg-Knapp – Gevelsberg Hbf – Gevelsberg-Kipp – Gevelsberg West – Schwelm – Schwelm West – W-Langerfeld – W-Oberbarmen – W-Barmen – W-Unterbarmen – Wuppertal Hbf – W-Steinbeck – W-Zoologischer Garten – W-Sonnborn – W-Vohwinkel – Haan-Gruiten – Hochdahl-Millrath – Hochdahl – Erkrath – D-Gerresheim – D-Flingern – Düsseldorf Hbf – D-Friedrichstadt – D-Bilk – D-Völklinger Straße – D-Hamm – NE Rheinpark-Center – NE Am Kaiser – Neuss Hbf – Büttgen – Kleinenbroich – Korschenbroich – MG-Lürrip – Mönchengladbach Hbf Stand: Fahrplanwechsel Dezember 2023                                | 30 min 60 min (Hagen–Oberbarmen) 20 min (Oberbarmen–M’gladbach wochentags)               | DB Regio              | 5/6   |
| S 9   | Recklinghausen Hbf – Herten (Westf) – Gladbeck West – Bottrop-Boy – Bottrop Hbf – E-Dellwig Ost – E-Gerschede – E-Borbeck – E-Borbeck Süd – Essen West – Essen Hbf – E-Steele – E-Überruhr – E-Holthausen – E-Kupferdreh – Velbert-Nierenhof – Velbert-Langenberg – Velbert-Neviges – Velbert-Rosenhügel – Wülfrath-Aprath – W-Vohwinkel – W-Sonnborn – W-Zoologischer Garten – W-Steinbeck – Wuppertal Hbf – W-Unterbarmen – W-Barmen – W-Oberbarmen – W-Langerfeld – Schwelm West – Schwelm – Gevelsberg West – Gevelsberg-Kipp – Gevelsberg Hbf – Gevelsberg-Knapp – HA-Westerbauer – HA-Heubing – HA-Wehringhausen – Hagen Hbf Stand: Fahrplanwechsel Dezember 2023 | 60 min                                                                                   | DB Regio              | 5/6   |

### Busse
- 602 Richtung W-Heckinghausen Schmitteborn (Bstg. 6, alle 20 Minuten)
- 602 Richtung Sprockhövel-Hasslinghausen Bbf (Bstg. 4, alle 20 Minuten)
- 608 Richtung W-Langerfeld Dieselstr. Schleife/Ennepetal Bbf (Bstg. 4, alle 10/30 Minuten)
- 608 Richtung W-Barmen Bf (Bstg. 5, alle 10 Minuten)
- 616 Richtung W-Beyenburg Mitte/Beyenburg Siegelberg (Bstg. 3, alle 20 Minuten, davon einmal pro Stunde mit Linie 626)
- 618 Richtung W-Wichlinghausen Dellbusch (Bstg. 5, alle 20 Minuten, nur bis 19:15 Uhr)
- 618 Richtung W-Langerfeld Dieselstr. Schleife (Bstg. 4, alle 20 Minuten)
- 622 Richtung W-Elberfeld Hbf (Bstg. 5, alle 20 Minuten)
- 626 Richtung Radevormwald Bf (Bstg. 3, stündlich, Taktangebot bis Beyenburg mit Linie 616)
- 636 Richtung Remscheid-Lüttringhausen Rathaus (Bstg.6, stündlich, im Schülerverkehr morgens und mittags zweimal pro Stunde)
- 638 Richtung W-Oberbarmen Fr.-Tillmanns-Str. (Bstg. 4, stündlich)
- 638 Richtung W-Heckinghausen Konradswüste (Bstg. 6, stündlich)
- 642 Richtung W-Nächstebreck Hannoverstr. (Bstg. 4, alle 20 Minuten)
- 646 Richtung W-Wichlinghausen Markland (Bstg. 5, alle 20 Minuten)
- 646 Richtung W-Lichtenplatz Toelleturm/W-Ronsdorf Blombach Schleife (Bstg. 6, alle 20 Minuten)

### NachtExpress

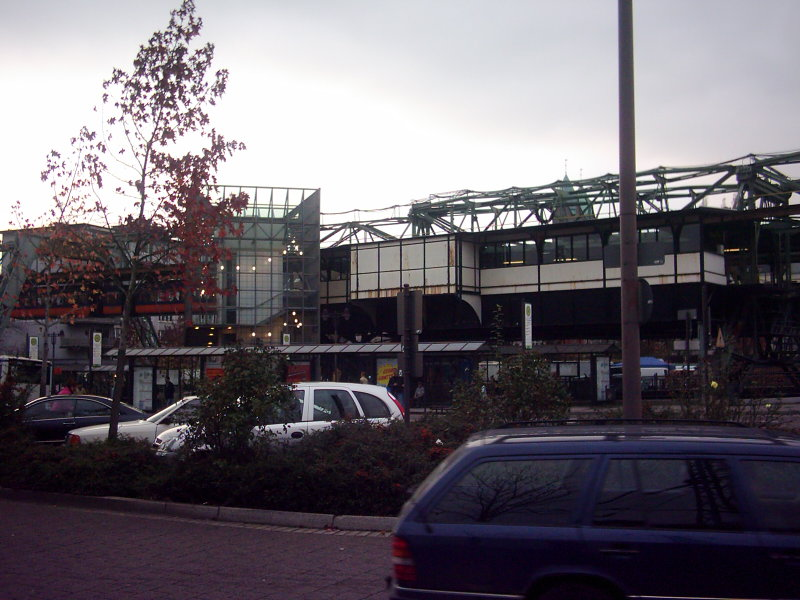
Schwebebahn-Endhaltestelle am Bahnhof Wuppertal-Oberbarmen.

Nachtbus stündlich, nur in den Nächten auf Samstage, Sonntage und Feiertage:
- NE5 Richtung W-Elberfeld Hbf (Bstg. 9)
- NE8 Richtung W-Beyenburg Grünental (Bstg. 8)
- NE8 Richtung W-Barmen Bf (Bstg. 9)

### Schwebebahn
Die Wuppertaler Schwebebahn bedient die Schwebebahnstation Oberbarmen Bahnhof als östlichen Endpunkt.
| Linie | Verlauf | Takt    |
| ----- | --- | ------- |
| 60    | Vohwinkel Schwebebahn – Bruch – Hammerstein – Sonnborner Straße – Zoo/Stadion – Varresbecker Straße – Westende – Pestalozzistraße – Robert-Daum-Platz – Ohligsmühle/Stadthalle – Hauptbahnhof – Kluse – Landgericht – Völklinger Straße – Loher Brücke – Adlerbrücke – Alter Markt – Werther Brücke – Wupperfeld – Oberbarmen Bf | 3–5 min |

- siehe auch: Wuppertaler Schwebebahn

### AnrufSammelTaxi
- AST 02 Richtung W-Schmitteborn
- AST 11 Richtung W-Norrenberg
- AST 38 Richtung W-Konradswüste